# Tom Enberg
Tom Enberg (Hanko, 26 augustus 1970) is een voormalig profvoetballer uit Finland die speelde als aanvaller. Hij kwam uit voor TPS Turku, MyPa-47 en HIK Hanko. Enberg beëindigde zijn loopbaan in 2001.

## Interlandcarrière
Enberg speelde vijf interlands voor het nationale team van Finland in de periode 1995-1996. Onder leiding van bondscoach Jukka Ikäläinen maakte hij zijn debuut op 16 februari 1995 in de vriendschappelijke wedstrijd tegen Trinidad & Tobago (2-2) in Port of Spain, net als Jasse Jalonen (TPS Turku). Enberg viel in dat duel na 63 minuten in voor Rami Nieminen.

## Erelijst
TPS Turku
- Suomen Cup

1994